# تپه مین مرغزار ۲
تپه مین مرغزار ۲ مربوط به عصر آهن است و در شهرستان دورود، بخش سیلاخور، دهستان چالانچولان، ۴۰۰ متری جنوب غرب روستای ده حاجی واقع شده و این اثر در تاریخ ۲۸ شهریور ۱۳۸۶ با شمارهٔ ثبت ۱۹۵۳۳ به‌عنوان یکی از آثار ملی ایران به ثبت رسیده است.